# Yvonne Loriod
Yvonne Loriod-Messiaen, née le 20 janvier 1924 à Houilles et morte le 18 mai 2010 à Saint-Denis (Seine-Saint-Denis), est une pianiste classique française, professeure et compositrice.

## Biographie
Enfant surdouée choyée par une marraine attentive mais exigeante, Yvonne Loriod donne tous les mois dans le salon de Nelly Eminger-Sivade un récital comprenant une œuvre classique, une œuvre romantique et une œuvre contemporaine. Elle connaît donc à quatorze ans l'intégrale du Clavier bien tempéré de Bach, les trente-deux sonates de Beethoven, l'œuvre intégrale de Chopin et les vingt-sept concertos de Mozart. Yvonne Loriod a été l'élève de Lazare Lévy (piano), Marcel Ciampi (piano), Darius Milhaud (composition) et Olivier Messiaen (analyse) au Conservatoire de Paris où elle a obtenu sept Premier Prix. Elle commence une carrière internationale qui va l'emmener sur tous les continents. Elle est l'une des interprètes les plus marquantes de la musique contemporaine de piano. Elle donnera en première audition mondiale toutes les œuvres avec piano d'Olivier Messiaen comme les Visions de l'Amen en (1943), les Vingt Regards sur l'Enfant-Jésus en 1944 Salle Gaveau, ainsi que les créations françaises ou mondiales d'œuvres de Schoenberg, Bartók, Jolivet, Boulez. Elle a contribué à la connaissance des auteurs du XXe siècle, tant par ses nombreux concerts de par le monde qu'avec ses enregistrements discographiques remarqués qui ont été distingués par la critique. Elle a obtenu à douze reprises le Grand Prix du Disque. Loin de se limiter au piano contemporain, son répertoire comprend aussi les plus grandes pages du piano classique (Beethoven, Mozart, Schumann, Debussy, Chopin) sans oublier Le Clavier bien tempéré de Johann Sebastian Bach qu'elle a inscrit à son répertoire dès l'âge de quatorze ans. En 1958, elle est professeur de piano à la Staatliche Hochschule für Musik de Karlsruhe jusqu'en 1967, puis au Conservatoire national supérieur de musique et de danse de Paris où elle a eu comme assistant Mikhail Rudy. Elle a également enseigné aux Cours d'été de musique contemporaine de Darmstadt.
Elle fut la muse et la seconde épouse du compositeur Olivier Messiaen (1908-1992). Elle a enregistré de nombreux disques, en particulier l'intégralité des œuvres pianistiques de son mari dont elle a assuré la création à partir de 1943, et pour lesquelles elle est reconnue comme la plus grande spécialiste de son temps : Catalogue d'oiseaux, Vingt regards sur l'Enfant Jésus, Symphonie Turangalîla. Elle est présente dans de nombreux jurys de concours internationaux. Elle était la sœur de Jeanne Loriod, professeur d'Ondes Martenot au Conservatoire national supérieur de musique et de danse de Paris.
Yvonne Loriod, très affaiblie après un grave accident de santé en 2007, a passé ses dernières années dans la maison des Petites sœurs des pauvres à Saint-Denis où elle meurt le 17 mai 2010 dans l'après-midi.
Parmi ses très nombreux élèves on peut citer notamment : Pierre-Laurent Aimard, Nicolas Angelich, Gilbert Amy, George Benjamin, Michel Béroff, Florent Boffard, Catherine Collard, Miguel Angel Estrella, Pascal Godart, Matthieu Gonet, Jay Gottlieb, Jean-Claude Henriot, Michaël Levinas, Roger Muraro, Bruno Peltre, Pierre Réach, Mikhail Rudy, François Weigel.

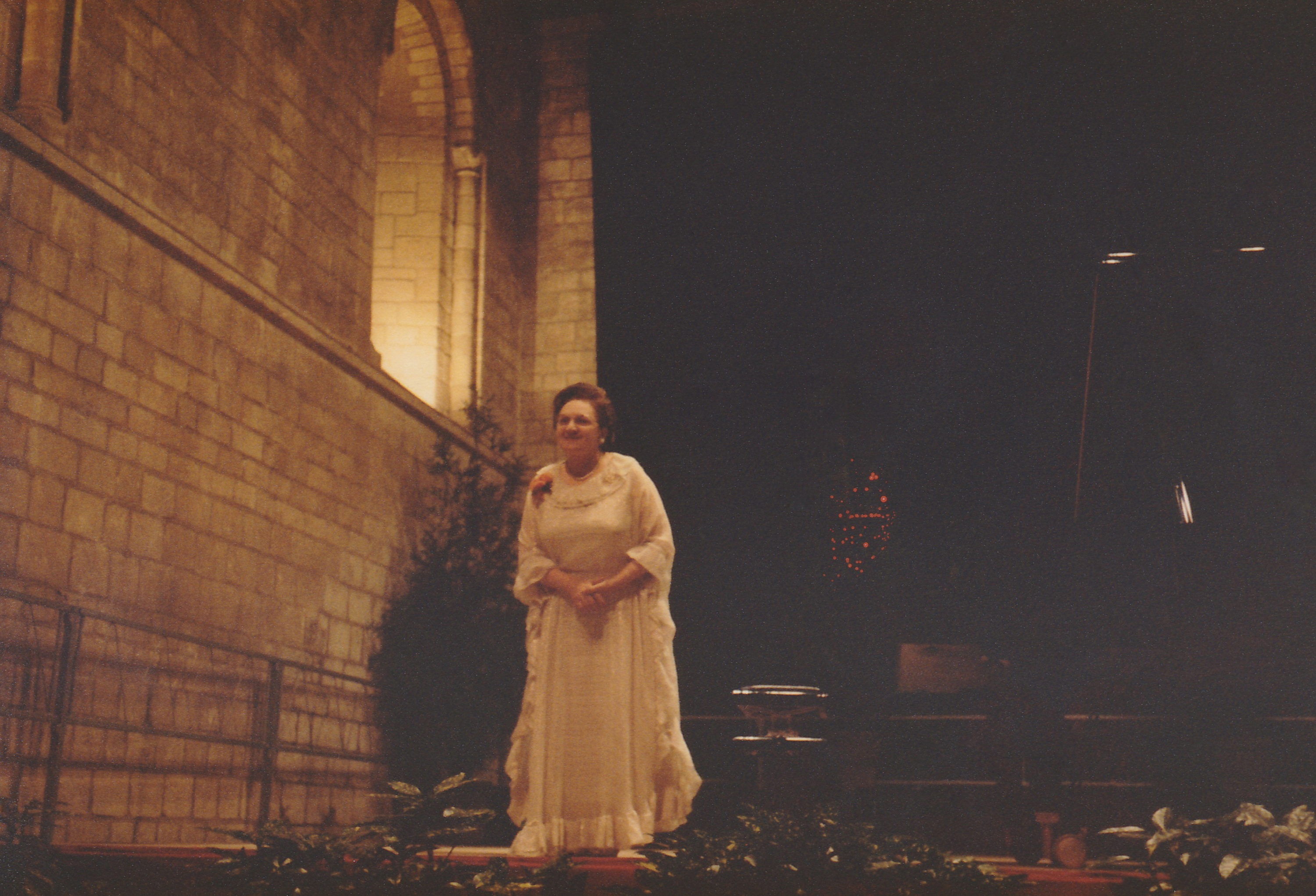
Yvonne Loriod salue après avoir interprété au piano les Vingt Regards sur l'Enfant-Jésus, à Caen en 1982.

## Discographie
- Pour le label Adès :
  - Olivier Messiaen : Sept haïkaï, Ensemble Intercontemporain, direction Pierre Boulez - Disques Adès (15004)[10]
  - Olivier Messiaen : Vingt Regards sur l'Enfant-Jésus, pour piano solo, enregistré en 1956 en présence du compositeur - Disques Adès (14.112-2)
  - Olivier Messiaen : Visions de l'Amen, pour deux pianos, enregistré avec le compositeur - Disques Adès (13-233-2, code barre : 3129671323328)
- Pour le label Decca :
  - Olivier Messiaen : Turangalîla-Symphonie : Orchestre de la RTF, direction Maurice Le Roux
- Pour le label Deutsche Grammophon :
  - Olivier Messiaen : Turangalîla-Symphonie : Orchestre de l'Opéra national de Paris, placé sous la direction de Myung-Whun Chung, enregistré à l'Opéra de Paris en octobre 1990 en présence du compositeur.

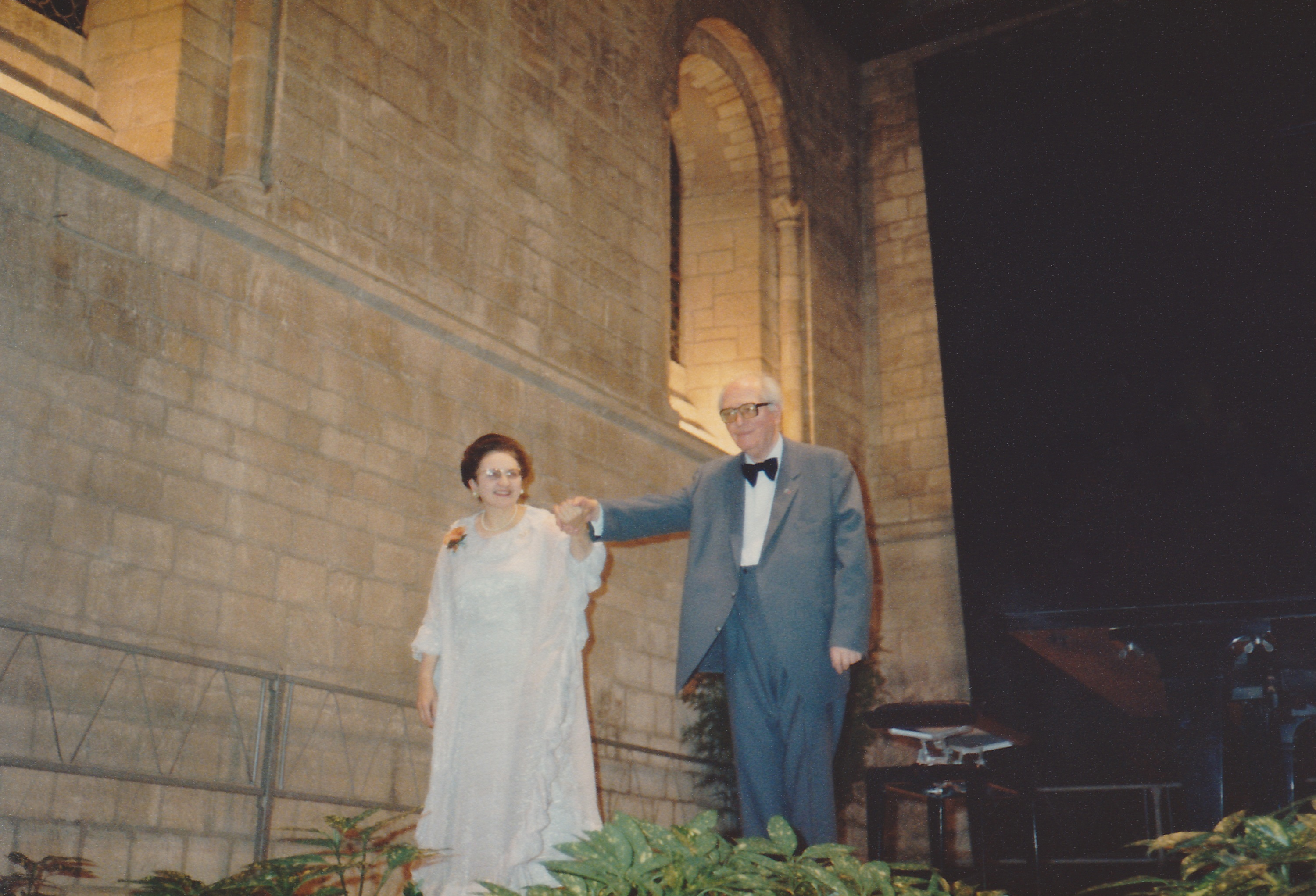
Yvonne Loriod avec Olivier Messiaen en 1982

- Pour le label EMI Classics : Trois petites Liturgies de la présence divine, Visions de l'Amen, Quatre études de rythme, direction Roger Désormière (1970) - (ASIN B000LPRNUO)
- Pour le label Erato :
  - Olivier Messiaen : Catalogue d'oiseaux Références STU 70595-598 - France
  - Olivier Messiaen : Couleurs de la Cité céleste, Et exspecto resurrectionem mortuorum, groupe instrumental à percussion de Strasbourg, Orchestre du Domaine musical, dir : Pierre Boulez
  - Olivier Messiaen : Des canyons aux étoiles..., Ensemble Ars nova, direction Marius Constant
  - Olivier Messiaen : Petites Esquisses d'oiseaux, Huit Préludes, Quatre Études de rythme
  - Olivier Messiaen : Harawi, chant d'amour et de mort, avec Rachel Yakar (soprano)
  - Olivier Messiaen : Intégrale de l'œuvre pour piano - Références ERA 9110-9117
  - Olivier Messiaen : Oiseaux exotiques, La Bouscarle, Réveil des Oiseaux, Orchestre Philharmonique Tchèque, direction Vaclav Neumann
  - Olivier Messiaen : Poèmes pour Mi, Chants de Terre et de Ciel, avec Maria Oràn (soprano) - Collection de Radio-France (Références ECD 75502)
  - Olivier Messiaen : Trois petites liturgies de la présence divine, Maîtrise et Orchestre de chambre de la RTF, direction : Marcel Couraud - (Références : STU 70200 B)
  - Olivier Messiaen : Trois petites liturgies de la présence divine, Maîtrise de Radio-France, Orchestre National de France, direction Kent Nagano
  - Olivier Messiaen : Vingt regards sur l'Enfant Jésus
- Pour le label Pathé :
  - Olivier Messiaen : Trois petites liturgies de la présence divine (1945), Chœur de femmes Yvonne Gouverné, Orchestre de la Société des concerts du Conservatoire placé sous la direction de Roger Désormière - Pathé (Références PDT 190/4S - SOFX 1001/9)
- Pour le label Vega[11] (repris par Deutsche Grammophon[12]) :
  - Isaac Albeniz : Iberia (volumes 1 à 4)[13]
  - Jean Barraqué : Sonate pour piano
  - Alban Berg : Sonate pour piano op.1 - Disque Vega 1961 (Référence C30A309LP)
  - Pierre Boulez : 2e Sonate pour piano - Disque Vega 1961 (Référence C30A309LP)[14]
  - Frédéric Chopin : Études op.25
  - Manuel De Falla : Nuits dans les Jardins d'Espagne
  - Hans Werner Henze : Concerto per il Marigny pour piano et orchestre. Orchestre du Domaine Musical placé sous la direction de Rudolf Albert
  - Franz Liszt : Sonate en si mineur
  - Olivier Messiaen :  Cantéyodjayâ
  - Olivier Messiaen : Catalogue d'oiseaux (livres 1 à 7) - Références C 30 A 257[15]
  - Olivier Messiaen : Oiseaux exotiques
  - Olivier Messiaen : Préludes
  - Olivier Messiaen : Sept Haïkaï
  - Olivier Messiaen : Turangalîla-Symphonie : Orchestre de la RTF, direction Maurice Le Roux
  - Olivier Messiaen : Vingt regards sur l'Enfant Jésus
  - Olivier Messiaen : Visions de l'Amen, pour 2 pianos
  - Wolfgang Amadeus Mozart : Fantaisie en do mineur KV.396, Fantaisie et Fugue en do majeur KV.394, Fantaisie en ré mineur KV.397, Rondo en ré majeur KV.485
  - Wolfgang Amadeus Mozart : Concerto no 1 en fa majeur KV.37, Concerto no 2 en sib majeur KV.39, Concerto no 3 en ré majeur KV.40, Concerto no 4 en sol majeur KV.41 Orchestre du Domaine Musical placé sous la direction de Pierre Boulez - Disques Vega (C30 A 353 & C30 A 354)
  - Wolfgang Amadeus Mozart : Sonate no 11 en la majeur KV.331 Alla Turca
  - Arnold Schoenberg : Septet (Suite) en mib majeur op.29. Avec Serge Collot (alto), Guy Deplus (clarinette), direction Pierre Boulez
  - Robert Schumann : Novelettes op.21 - Références C 30 S 170[16]
  - Igor Stravinsky : Petrouchka. Orchestre des Cento Soli, direction Rudolf Albert
  - Anton Webern : Variations op.27 - Disque Vega 1961 (Référence C30A309LP)
- Autres labels :
  - Isaac Albeniz : Iberia (El puerto, Eritaña, Aleria, Lavapiès). Frankfurt (Hessischer Rundfunk 1950-1952) - Disque Melo Classic (MC 1018)
  - Béla Bartok : Concerto pour piano et orchestre no 1. Orchestre National de France placé sous la direction Roger Désormière en 1951[17]
  - Pierre Boulez : Structures pour deux pianos, 1er livre (1952) et 2e livre (1961) - Baden-Baden Studio Recordings (SWR10256)
  - Olivier Messiaen :  Cantéyodjayâ
  - Olivier Messiaen : Hommage à Olivier Messiaen. Concert du 80e anniversaire au Théâtre des Champs-Elysées (Sept Haïkaï, Couleurs de la Cité céleste, Un vitrail et des oiseaux, Oiseaux exotiques. Ensemble Intercontemporain placé sous la direction de Pierre Boulez. Disques Montaigne  (EAN 3305721511116)
  - Olivier Messiaen : La Transfiguration de Notre Seigneur Jésus-Christ. EuropaChorAkademie, SWR Sinfonieorchester placé sous la direction de Sylvain Cambreling. Disque Hänsler Classic  (EAN 4010276013464)
  - Olivier Messiaen : Oiseaux exotiques, Orchestre du Domaine Musical placé sous la direction de Pierre Boulez
  - Olivier Messiaen : Préludes pour piano - Disques BAM (Références LD 050)
  - Olivier Messiaen : Trois petites liturgies de la présence divine, Cinq rechants, Kühn Mixed Chorus, Bambini di Praga, Orchestre symphonique de Prague, placé sous la direction de Bohumil Kulinsky
  - Wolfgang Amadeus Mozart (1961) : Prélude et Fugue en do Majeur KV.394, Fantaisie en do mineur KV.396, Fantaisie en ré mineur KV.397 - Karlsruhe Studio Recordings (SWR10470)
  - Maurice Ravel : Ondine et Le Gibet. Frankfurt (Hessischer Rundfunk 1950-1952) - Disque Melo Classic (MC 1018)
  - Robert Schumann : Fantaisie. Frankfurt (Hessischer Rundfunk 1950-1952) - Disque Melo Classic (MC 1018)

## Compositions
Un des aspects moins connus de sa personnalité : Yvonne Loriod a composé plusieurs œuvres de musique de chambre et de la musique pour orchestre :
- Pièce sur la souffrance, pour orchestre
- Mélopées africaines, pour Ondes Martenot, piano et flûte (1945)
- Grains de cendre, pour soprano et orchestre de chambre (1946)

## Films
En 1991, un documentaire de 57 min, Une leçon particulière de musique avec Yvonne Loriod, réalisé par François Manceaux, lui est consacré.

## Décoration
- Grand-croix de l'ordre national du Mérite (nommée par décret le 7 mai 2007)[19].
  -  Grand officier de l'ordre national du Mérite le 4 juin 1998.